# Gran Premio di superbike di Donington 2014
Il Gran Premio di superbike di Donington 2014 è stato la quinta prova del mondiale superbike del 2014, nello stesso fine settimana si è corso il quinto gran premio stagionale del mondiale supersport del 2014.
Le due gare valide per il mondiale Superbike vengono entrambe vinte da Tom Sykes, mentre Michael van der Mark vince quella del mondiale Supersport.

## Superbike

### Gara 1
Fonte
Doppietta in questa gara per il team Kawasaki Racing, con Tom Sykes che vince ed il compagno di squadra, il francese Loris Baz, al secondo posto. Con Sykes che primeggia sul circuito di casa, è un altro pilota britannico, Alex Lowes con Suzuki GSX-R1000 del team Voltcom Crescent Suzuki, ad occupare l'ultimo gradino del podio. Ritirato a causa di una caduta Davide Giugliano, autore della superpole di sabato.
Migliore dei piloti della classe EVO è Ayrton Badovini del team Bimota Alstare, anche se la sua Bimota BB3 non è omologata, pertanto non ottiene punti validi per la classifica mondiale.

#### Arrivati al traguardo
| Pos. | Nº | Pilota               | Squadra                      | Motocicletta               | Giri | Tempo     | Griglia | Punti |
| ---- | -- | -------------------- | ---------------------------- | -------------------------- | ---- | --------- | ------- | ----- |
| 1º   | 1  | Tom Sykes            | Kawasaki Racing              | Kawasaki ZX-10R            | 23   | 34'23.929 | 7º      | 25    |
| 2º   | 76 | Loris Baz            | Kawasaki Racing              | Kawasaki ZX-10R            | 23   | +1.538    | 6º      | 20    |
| 3º   | 22 | Alex Lowes           | Voltcom Crescent Suzuki      | Suzuki GSX-R1000           | 23   | +6.394    | 4º      | 16    |
| 4º   | 33 | Marco Melandri       | Aprilia Racing               | Aprilia RSV4 Factory       | 23   | +11.875   | 3º      | 13    |
| 5º   | 7  | Chaz Davies          | Ducati Superbike             | Ducati 1199 Panigale R     | 23   | +14.514   | 11º     | 11    |
| 6º   | 65 | Jonathan Rea         | Pata Honda                   | Honda CBR1000RR            | 23   | +14.708   | 8º      | 10    |
| 7º   | 50 | Sylvain Guintoli     | Aprilia Racing               | Aprilia RSV4 Factory       | 23   | +18.483   | 5º      | 9     |
| 8º   | 91 | Leon Haslam          | Pata Honda                   | Honda CBR1000RR            | 23   | +29.295   | 2º      | 8     |
| 9º   | 24 | Toni Elías           | Red Devils Roma              | Aprilia RSV4 Factory       | 23   | +31.291   | 9º      | 7     |
| 10º  | 44 | David Salom          | Kawasaki Racing              | Kawasaki ZX-10R EVO        | 23   | +46.953   | 17º     | 6     |
| 11º  | 59 | Niccolò Canepa       | Althea Racing                | Ducati 1199 Panigale R EVO | 23   | +47.170   | 16º     | 5     |
| 12º  | 9  | Fabien Foret         | Mahi Racing Team India       | Kawasaki ZX-10R EVO        | 23   | +1:02.583 | 19º     | 4     |
| 13º  | 11 | Jérémy Guarnoni      | MRS Kawasaki                 | Kawasaki ZX-10R EVO        | 23   | +1:06.195 | 20º     | 3     |
| 14º  | 21 | Alessandro Andreozzi | Team Pedercini               | Kawasaki ZX-10R EVO        | 23   | +1:11.244 | 15º     | 2     |
| 15º  | 71 | Claudio Corti        | MV Agusta RC-Yakhnich M.     | MV Agusta F4 RR            | 23   | +1:12.643 | 14º     | 1     |
| 16º  | 98 | Romain Lanusse       | Team Pedercini               | Kawasaki ZX-10R EVO        | 23   | +1:22.209 | 21º     |       |
| 17º  | 20 | Aaron Yates          | Hero EBR                     | EBR 1190 RX                | 22   | +1 giro   | 24º     |       |
| 18º  | 10 | Imre Tóth            | BMW Team Toth                | BMW S1000 RR               | 22   | +1 giro   | 23º     |       |
| 19º  | 32 | Sheridan Morais      | Iron Brain Grillini Kawasaki | Kawasaki ZX-10R EVO        | 21   | +2 giri   | 22º     |       |

#### Ritirati
| Nº | Pilota           | Squadra                 | Motocicletta           | Giri | Griglia |
| -- | ---------------- | ----------------------- | ---------------------- | ---- | ------- |
| 34 | Davide Giugliano | Ducati Superbike        | Ducati 1199 Panigale R | 16   | 1º      |
| 58 | Eugene Laverty   | Voltcom Crescent Suzuki | Suzuki GSX-R1000       | 4    | 10º     |

#### Non partito
| Nº | Pilota      | Squadra             | Motocicletta     | Griglia |
| -- | ----------- | ------------------- | ---------------- | ------- |
| 19 | Leon Camier | BMW Motorrad Italia | BMW S1000 RR EVO | 18º     |

#### Non qualificati
| Nº | Pilota          | Squadra                      | Motocicletta        |
| -- | --------------- | ---------------------------- | ------------------- |
| 99 | Geoff May       | Hero EBR                     | EBR 1190 RX         |
| 56 | Péter Sebestyén | BMW Team Toth                | BMW S1000 RR EVO    |
| 67 | Bryan Staring   | Iron Brain Grillini Kawasaki | Kawasaki ZX-10R EVO |

#### Fuori classifica
La Bimota BB3, motocicletta portata in gara dal team Bimota Alstare, partecipa al campionato anche se non ha ancora ottenuto l'omologazione da parte della FIM, pertanto i piazzamenti dei due piloti non vengono considerati, quindi non gli vengono assegnati punti per le classifiche mondiali.
| Nº | Pilota          | Squadra        | Motocicletta   | Giri | Tempo    | Griglia |
| -- | --------------- | -------------- | -------------- | ---- | -------- | ------- |
| 86 | Ayrton Badovini | Bimota Alstare | Bimota BB3 EVO | 23   | +34.130  | 12º     |
| 2  | Christian Iddon | Bimota Alstare | Bimota BB3 EVO | 4    | Ritirato | 13º     |

### Gara 2
Fonte
Così come accaduto in occasione della prima gara, anche gara 2 vede i due piloti del team Kawasaki Racing classificarsi nelle prime due posizioni, con Tom Sykes che realizza la sua seconda vittoria di giornata e Loris Baz ancora una volta secondo. La sola differenza rispetto a gara 1 è il terzo posto, che in questo caso viene occupato da Sylvain Guintoli con l'Aprilia RSV4 Factory. Con queste due vittorie Sykes raggiunge le 18 affermazioni personali in carriera nel mondiale Superbike, quarta in questa stagione agonistica.
Al termine di questo GP, Sykes diviene nuovo leader di campionato con 185 punti, portando a 26 le lunghezze di margine rispetto a Jonathan Rea, secondo in campionato ma sempre fuori dal podio in queste due gare britanniche, ed al compagno di squadra Baz (anche lui secondo a pari merito con Rea a 159 punti).

#### Arrivati al traguardo
| Pos. | Nº | Pilota               | Squadra                      | Motocicletta               | Giri | Tempo     | Griglia | Punti |
| ---- | -- | -------------------- | ---------------------------- | -------------------------- | ---- | --------- | ------- | ----- |
| 1º   | 1  | Tom Sykes            | Kawasaki Racing              | Kawasaki ZX-10R            | 23   | 34'14.134 | 7º      | 25    |
| 2º   | 76 | Loris Baz            | Kawasaki Racing              | Kawasaki ZX-10R            | 23   | +3.678    | 6º      | 20    |
| 3º   | 50 | Sylvain Guintoli     | Aprilia Racing               | Aprilia RSV4 Factory       | 23   | +7.376    | 5º      | 16    |
| 4º   | 34 | Davide Giugliano     | Ducati Superbike             | Ducati 1199 Panigale R     | 23   | +10.827   | 1º      | 13    |
| 5º   | 7  | Chaz Davies          | Ducati Superbike             | Ducati 1199 Panigale R     | 23   | +15.140   | 11º     | 11    |
| 6º   | 65 | Jonathan Rea         | Pata Honda                   | Honda CBR1000RR            | 23   | +17.975   | 8º      | 10    |
| 7º   | 91 | Leon Haslam          | Pata Honda                   | Honda CBR1000RR            | 23   | +33.737   | 2º      | 9     |
| 8º   | 24 | Toni Elías           | Red Devils Roma              | Aprilia RSV4 Factory       | 23   | +40.362   | 9º      | 8     |
| 9º   | 22 | Alex Lowes           | Voltcom Crescent Suzuki      | Suzuki GSX-R1000           | 23   | +41.465   | 4º      | 7     |
| 10º  | 44 | David Salom          | Kawasaki Racing              | Kawasaki ZX-10R EVO        | 23   | +48.929   | 17º     | 6     |
| 11º  | 59 | Niccolò Canepa       | Althea Racing                | Ducati 1199 Panigale R EVO | 23   | +49.229   | 16º     | 5     |
| 12º  | 71 | Claudio Corti        | MV Agusta RC-Yakhnich M.     | MV Agusta F4 RR            | 23   | +57.984   | 14º     | 4     |
| 13º  | 58 | Eugene Laverty       | Voltcom Crescent Suzuki      | Suzuki GSX-R1000           | 23   | +1:00.751 | 10º     | 3     |
| 14º  | 11 | Jérémy Guarnoni      | MRS Kawasaki                 | Kawasaki ZX-10R EVO        | 23   | +1:01.697 | 20º     | 2     |
| 15º  | 21 | Alessandro Andreozzi | Team Pedercini               | Kawasaki ZX-10R EVO        | 23   | +1:03.349 | 15º     | 1     |
| 16º  | 32 | Sheridan Morais      | Iron Brain Grillini Kawasaki | Kawasaki ZX-10R EVO        | 23   | +1:03.820 | 22º     |       |
| 17º  | 33 | Marco Melandri       | Aprilia Racing               | Aprilia RSV4 Factory       | 23   | +1:05.485 | 3º      |       |
| 18º  | 9  | Fabien Foret         | Mahi Racing Team India       | Kawasaki ZX-10R EVO        | 23   | +1:11.049 | 19º     |       |
| 19º  | 98 | Romain Lanusse       | Team Pedercini               | Kawasaki ZX-10R EVO        | 23   | +1:15.943 | 21º     |       |
| 20º  | 10 | Imre Tóth            | BMW Team Toth                | BMW S1000 RR               | 22   | +1 giro   | 23º     |       |

#### Ritirato
| Nº | Pilota      | Squadra  | Motocicletta | Giri | Griglia |
| -- | ----------- | -------- | ------------ | ---- | ------- |
| 20 | Aaron Yates | Hero EBR | EBR 1190 RX  | 9    | 24º     |

#### Non partito
| Nº | Pilota      | Squadra             | Motocicletta     | Griglia |
| -- | ----------- | ------------------- | ---------------- | ------- |
| 19 | Leon Camier | BMW Motorrad Italia | BMW S1000 RR EVO | 18º     |

#### Non qualificati
| Nº | Pilota          | Squadra                      | Motocicletta        |
| -- | --------------- | ---------------------------- | ------------------- |
| 99 | Geoff May       | Hero EBR                     | EBR 1190 RX         |
| 56 | Péter Sebestyén | BMW Team Toth                | BMW S1000 RR EVO    |
| 67 | Bryan Staring   | Iron Brain Grillini Kawasaki | Kawasaki ZX-10R EVO |

#### Fuori classifica
La Bimota BB3, motocicletta portata in gara dal team Bimota Alstare, partecipa al campionato anche se non ha ancora ottenuto l'omologazione da parte della FIM, pertanto i piazzamenti dei due piloti non vengono considerati, quindi non gli vengono assegnati punti per le classifiche mondiali.
| Nº | Pilota          | Squadra        | Motocicletta   | Giri | Tempo   | Griglia |
| -- | --------------- | -------------- | -------------- | ---- | ------- | ------- |
| 86 | Ayrton Badovini | Bimota Alstare | Bimota BB3 EVO | 23   | +40.579 | 12º     |
| 2  | Christian Iddon | Bimota Alstare | Bimota BB3 EVO | 23   | +47.949 | 13º     |

## Supersport
Fonte
Seconda vittoria stagionale (ed anche della sua carriera nel mondiale Supersport) in questa gara per Michael van der Mark con la Honda CBR600RR del team Pata Honda. Dietro al vittorioso pilota olandese, autore anche della sua prima pole position in carriera nel mondiale Supersport durante le prove di qualificazione di sabato, si classifica secondo il pilota francese Jules Cluzel con la MV Agusta F3 675, con Kev Coghlan a completare il podio in sella alla Yamaha YZF R6 del team DMC Panavto-Yamaha.
La classifica di campionato vede adesso van der Mark da solo in testa con 90 punti, staccando di 14 punti Florian Marino (quinto in questa gara), con Cluzel terzo con 62 punti.

### Arrivati al traguardo
| Pos. | Nº  | Pilota               | Squadra                       | Motocicletta        | Giri | Tempo     | Griglia | Punti |
| ---- | --- | -------------------- | ----------------------------- | ------------------- | ---- | --------- | ------- | ----- |
| 1º   | 60  | Michael van der Mark | Pata Honda                    | Honda CBR600RR      | 20   | 30'47.132 | 1º      | 25    |
| 2º   | 16  | Jules Cluzel         | MV Agusta RC-Yakhnich M.      | MV Agusta F3 675    | 20   | +0.114    | 8º      | 20    |
| 3º   | 88  | Kev Coghlan          | DMC Panavto-Yamaha            | Yamaha YZF R6       | 20   | +1.266    | 3º      | 16    |
| 4º   | 54  | Kenan Sofuoğlu       | Mahi Racing Team India        | Kawasaki ZX-6R      | 20   | +1.556    | 2º      | 13    |
| 5º   | 21  | Florian Marino       | Kawasaki Intermoto Ponyexpres | Kawasaki ZX-6R      | 20   | +7.472    | 16º     | 11    |
| 6º   | 99  | Patrick Jacobsen     | Kawasaki Intermoto Ponyexpres | Kawasaki ZX-6R      | 20   | +10.557   | 4º      | 10    |
| 7º   | 4   | Jack Kennedy         | CIA Insurance Honda           | Honda CBR600RR      | 20   | +13.952   | 18º     | 9     |
| 8º   | 5   | Roberto Tamburini    | San Carlo Puccetti Racing     | Kawasaki ZX-6R      | 20   | +14.783   | 13º     | 8     |
| 9º   | 35  | Raffaele De Rosa     | CIA Insurance Honda           | Honda CBR600RR      | 20   | +15.363   | 22º     | 7     |
| 10º  | 44  | Roberto Rolfo        | Team Go Eleven                | Kawasaki ZX-6R      | 20   | +16.585   | 15º     | 6     |
| 11º  | 24  | Marco Bussolotti     | Team Lorini                   | Honda CBR600RR      | 20   | +22.829   | 5º      | 5     |
| 12º  | 14  | Ratthapark Wilairot  | Core PTR Honda                | Honda CBR600RR      | 20   | +24.005   | 14º     | 4     |
| 13º  | 84  | Riccardo Russo       | Team Lorini                   | Honda CBR600RR      | 20   | +38.908   | 9º      | 3     |
| 14º  | 10  | Alessandro Nocco     | San Carlo Puccetti Racing     | Kawasaki ZX-6R      | 20   | +45.198   | 6º      | 2     |
| 15º  | 65  | Vladimir Leonov      | MV Agusta RC-Yakhnich M.      | MV Agusta F3 675    | 20   | +46.175   | 11º     | 1     |
| 16º  | 94  | Sam Hornsey          | ANVIL Hire TAG Racing         | Triumph Daytona 675 | 20   | +54.335   | 10º     |       |
| 17º  | 9   | Tony Coveña          | Kawasaki Intermoto Ponyexpres | Kawasaki ZX-6R      | 20   | +59.218   | 21º     |       |
| 18º  | 89  | Fraser Rogers        | Com Plus SMS Racing           | Honda CBR600RR      | 20   | +1:08.703 | 19º     |       |
| 19º  | 11  | Christian Gamarino   | Team Go Eleven                | Kawasaki ZX-6R      | 20   | +1:11.424 | 12º     |       |
| 20º  | 161 | Alexey Ivanov        | DMC Panavto-Yamaha            | Yamaha YZF R6       | 19   | +1 giro   | 20º     |       |

### Ritirati
| Nº | Pilota          | Squadra                 | Motocicletta   | Giri | Griglia |
| -- | --------------- | ----------------------- | -------------- | ---- | ------- |
| 26 | Lorenzo Zanetti | Pata Honda              | Honda CBR600RR | 14   | 7º      |
| 61 | Fabio Menghi    | VFT Racing              | Yamaha YZF R6  | 11   | 23º     |
| 19 | Kevin Wahr      | RS Wahr by Kraus Racing | Yamaha YZF R6  | 6    | 17º     |

### Non partito
| Nº | Pilota       | Squadra             | Motocicletta   | Griglia |
| -- | ------------ | ------------------- | -------------- | ------- |
| 7  | Nacho Calero | CIA Insurance Honda | Honda CBR600RR | 24º     |